# Conocimiento tácito
Conocimiento tácito o conocimiento implícito, es un concepto creado por el científico y filósofo Michael Polanyi. El concepto de conocimiento tácito se sintetiza poderosamente en la expresión: "Sabemos mucho más de lo que podemos explicar". Cabe destacar que Polanyi escribió acerca del proceso del mismo y no de una forma de conocimiento, en el libro Knowing and Being- Conociendo y Siendo (1969). Sin embargo, su frase ha sido adoptada como una forma de conocimiento que es completa o parcialmente inexplicable, que no se ha podido o sabido explicar o comunicar verbal o visualmente.
La definición de conocimiento tácito no es universalmente aceptada. Uno de los aforismos famosos de Polanyi es: "Conocemos más de lo que podemos decir / sabemos más de lo que pensamos". El conocimiento tácito consta comúnmente de hábitos y aspectos culturales que difícilmente reconocemos en nosotros mismos, o en palabras de los autores Nonaka & Takeuchi (1995) un conocimiento "informal, personal o social, difícil de expresar de forma sistematizada—poco visible y difícil de compartir por los medios tradicionales —que poseen los actores del contexto donde se desarrolla cualquier actividad humana, incluso dentro de las organizaciones."
McAdam et al. definen el conocimiento tácito como «conocimiento práctico desarrollado desde la experiencia directa y la acción, altamente pragmático y específico de la situación, entendido y aplicado subconscientemente, difícil de articular, usualmente compartido a través de la conversación interactiva y la experiencia compartida».
Friedrich Hayek usa el concepto de conocimiento tácito en su crítica a las propuestas de solución del problema del cálculo económico en el socialismo, enfatizando también la naturaleza dispersa del conocimiento que impide la planificación central de la producción. Estas ideas se fueron desarrollando a lo largo de una serie de ensayos, de los cuales el más conocido es El Uso del Conocimiento en la Sociedad.

## Características
En el campo de la gestión del conocimiento, se analizan los modelos para generar un ciclo de transformación de conocimiento tácito a conocimiento explícito dentro de una organización, de esta manera se crean las organizaciones que aprenden. 
En el conocimiento tácito se hace referencia al conocimiento que únicamente la persona conoce y que es difícil explicar a otra persona. Puede estar compuesto por: 
- Ideas, experiencias, destrezas, habilidades, costumbres, valores, historia, creencias.
- Conocimiento del contexto o ecológico (geografía, física, normas no escritas, comportamientos de personas y objetos, etc.),
- Conocimiento como destreza cognitiva (compresión de la lectura, resolución de problemas, analizar, visualizar ideas, etc.) que le permite acceder a otro más complejo o resolver problemas nuevos.

La intuición y la imaginación son dos de los ingredientes más relevantes para la generación de este tipo de conocimiento, pues el mismo es un producto de la interacción entre los individuos o grupos en el contexto de las redes de relaciones y cadenas de eventos que influencian sus labores cotidianas, que son a su vez influenciadas por la percepción y acción de estos actores.  
El conocimiento tácito, a su vez, puede ser dividido en las dimensiones técnica y cognitiva.  
La dimensión técnica es aquella traducida a través de la expresión know-how.  
La dimensión cognitiva incluye los modelos mentales, creencias, valores, esquemas y percepciones que influencian la forma de pensar y actuar de los actores, lo que en última instancia refleja la imagen de lo “qué es” la realidad y de lo “qué debe ser” el futuro. 
La principal característica de transmisión del conocimiento tácito es que su acceso es imposible sin la interacción directa y personal con los actores que lo poseen, pues su transferencia depende principalmente del esfuerzo creativo para expresarlo a través de imágenes verbales, metáforas, símbolos heurísticos y analogías (De Souza, 2000).
Su aplicación se da principalmente a través de la práctica, relacionada con las diferentes comunidades de conocimiento de tipo: informal, interactiva y grupal.